# Eli Pettersson
Eli Oscar Knut Pettersson, född 13 januari 1868 i Karlskrona, död 14 november 1921 i Stockholm, var en svensk affärsidkare och cykelpionjär.
Pettersson var innehavare av en velociped- och sportaffär i Stockholm 1892–1896 och meddirektör i AB Amerikansk Cycle Import Eli Pettersson & August Lindblad i Stockholm från 1896. Under flera år var han han ensam innehavare av velociped- och sportaffären i Birger Jarlsgatan 9, vilken under hans ledning utvecklades betydligt och torde ha varit en av sin tids största i sin bransch i huvudstaden.
Pettersson intresserade sig tidigt för cykelsporten, vann inträde i Stockholms Bicycleklubb och blev 1886 dess kapten, det vill säga han hade till uppgift att alla slag sällskaps- och turistfärder till olika platser. Han företog själv, tillsammans med en kamrat från Stockholm till Malmö med en avstickare till Karlskrona, något som på den tiden väckte uppseende. Han övergick senare till Stockholms Allmänna Velocipedklubb, i vilken han erhöll styrelseuppdrag, bland annat som kapten, och tillhörde denna klubb till sin död. När velocipedtävlingar började arrangeras deltog han i dessa, både i Stockholm och i Göteborg.